# Paraiemea
Paraiemea is een geslacht van vliesvleugeligen uit de familie van de Pteromalidae. De wetenschappelijke naam van dit geslacht werd voor het eerst geldig gepubliceerd in 1998 door Sureshan & Narendran.

## Soorten
Het geslacht Paraiemea omvat de volgende soorten:
- Paraiemea convexa Sureshan & Narendran, 1998
- Paraiemea vishnuae Sureshan & Narendran, 1998